# 湘湖
湘湖是一个位于中华人民共和国浙江省杭州市萧山区西南部的潟湖，面积约为1平方千米。湘湖景区是国家4A级旅游景区。附近设有杭州地铁1号线湘湖站。附近景点还有杭州极地海洋公园、杭州乐园和金沙戏水。

## 历史
湘湖的前身是钱塘江古河道演变而成的西城湖。唐朝时开始淤塞，宋初期已接近湮废。北宋政和二年（1112），当时的萧山县令杨时“以山为界，筑土为塘”，退田还湖37002亩，在西城湖基础上建成了一个人工水库，用于灌溉9乡14万亩稻田。因湖景宛如潇湘山水，有人将之取名为湘湖。当时的湘湖长19里（9.5千米），宽1-6里（500米-3千米）不等，周长82.5里（41.25千米）。
明代中期，绍兴府实行了碛堰山开掘、麻溪坝与三江闸改造三大水利工程，使浦阳江改道并用于农田灌溉，湘湖的作用逐渐减小，同时堤桥的任意建造，围湖造田等影响水流，湘湖开始淤塞。
清末和民国初期，因湘湖的粘土细腻而韧，此处的的砖瓦业曾一度繁荣，填湖建窑现象严重，直到2007年砖瓦生产退出历史舞台。
建国后，湘湖的水域面积急剧缩小，1966年湘湖面积3040亩，比1949年缩小三分之二以上。一般水深2一2.5m。此后，在湖岸又陆续兴建多处砖瓦厂，挖泥围湖1000余亩；自然的淤塞和人为的围垦又使湘湖丧失部分水域。到1988年时，水域面积仅剩1460余亩。
改革开放后，萧山市经济快速发展。1995年，湘湖旅游度假区建立。1999年4月25日杭州乐园开业。2002年，跨湖桥遗址获得了空前的社会知名度。这里出土了世界上最早的独木舟。
2003年，湘湖旅游度假区以举办第一届世界休博会为契机，实施了湘湖一期的开发，并于2006年4月22日建成开放。2011年，湘湖二期完工。2016年，湘湖三期蓄水，湘湖“葫芦形”古貌恢复。

## 图片
- 地图
- 沈王家船埠
- 城山广场